# Nilphamari (stad)
Nilphamari is de hoofdstad van het gelijknamige district, en ligt in het noorden van Bangladesh. Dichtstbijzijnde vliegveld is bij Saidpur.
Nilphamari ligt ten noordwesten van de grotere stad Rangpur.